# Rote Kirche (Olmütz)

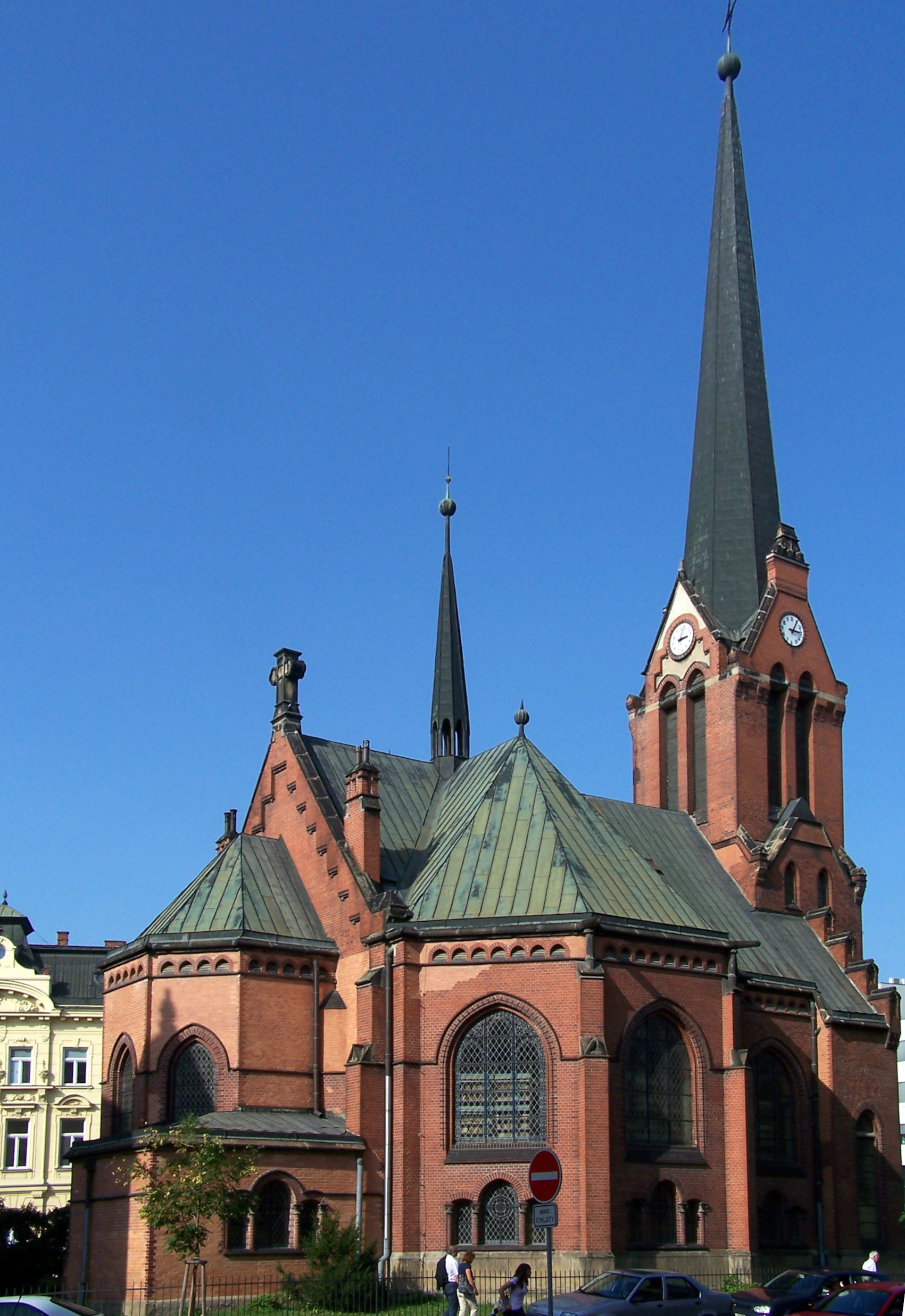
Rote Kirche, 2009

Die Rote Kirche (tschechisch Červený kostel) ist die ehemalige protestantische Kirche in Olmütz in Tschechien.

## Geschichte
Im dritten Viertel des 16. Jahrhunderts hatte sich in Olmütz die evangelische Konfession etabliert, um aber durch Berufung der Jesuiten zurückgedrängt zu werden. Erst 1878 konstituierte sich nach dem Zuzug von Protestanten aus Sachsen wieder eine evangelische Kirchengemeinde, die 1898 zur selbständigen Pfarrei erhoben wurde. Ab 1919 gehörte sie der Deutschen Evangelischen Kirche an, nach dem Zweiten Weltkrieg fiel sie an den Staat, die Evangelische Kirche der Böhmischen Brüder nutzte sie bis 1960. Heute beherbergt sie das Archiv der Wissenschaftlichen Bibliothek.

## Architektur
Der historistische Kirchenbau entstand nach einem ersten, 1898 von dem Olmützer Baumeister Franz Böhm vorgelegten Entwurf, der nachfolgend durch dem deutschen Architekten Max Löw eine entschiedene Überarbeitung und Vereinfachung erfuhr. Die Grundsteinlegung des Bauwerks fand am 17. Mai 1901, die Einweihung am 5. Oktober 1902 statt. Der im Stil der norddeutschen Backsteingotik in Sichtziegelmauerwerk errichtete, mit einem 55 m hohen Turm ausgestattete  Kirchenbau stellt einen Dreiapsidensaal mit polygonaler Apsis und querhausartigen Anbauten mit Emporen dar.  Die Kirche ist in ihrem Innern kreuzrippengewölbt und im Schiff mit Sterngewölben versehen.